# Reece Noi

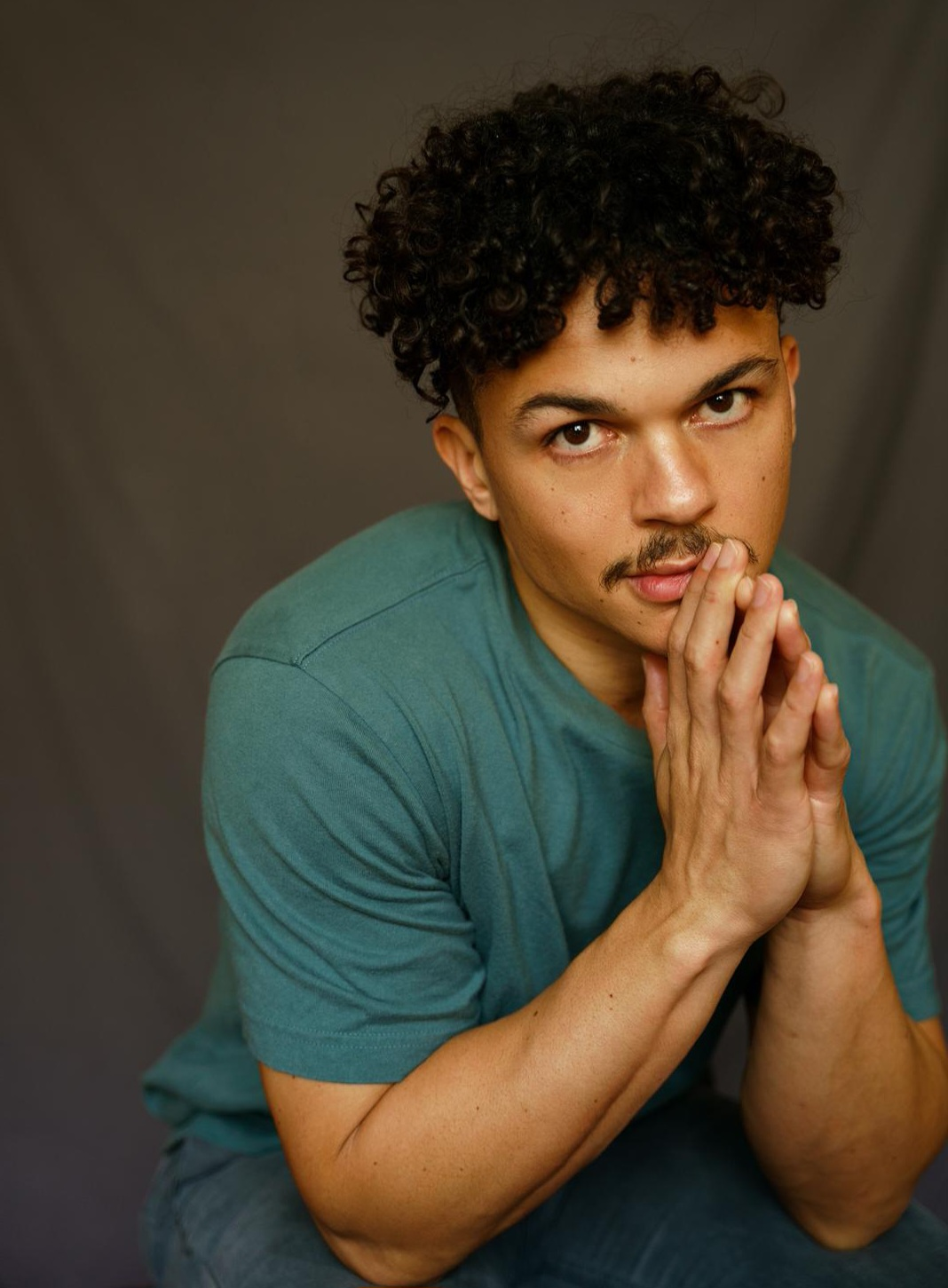
Reece Noi, 2022

Reece Noi (* 13. Juni 1988 in Manchester, England) ist ein britischer Schauspieler.

## Werdegang
Reece Noi wurde 1988 in Manchester geboren. Durch seine Eltern hat er britische und ghanaische Wurzeln. Er ist bereits seit seinem zwölften Lebensjahr als Schauspieler aktiv. Zunächst spielte er kleinere Film- und Fernsehrollen. 2001 war er in dem Film My Kingdom zu sehen. Zwischen 2007 und 2008 spielte er die wiederkehrende Rolle des Ryan Heyworth in der Serie Emmerdale Farm. Vorausgegangen waren bereits Engagements in den Serien Grange Hill und Doctors.
Eine weitere Filmrolle spielte Noi in Seamonsters. Von 2014 bis 2015 war er als Mossador in der erfolgreichen Serie Game of Thrones zu sehen. Diese Rolle machte ihn international bekannt. Zuvor war er außerdem in den Serien Silk – Roben aus Seide, Waterloo Road und Father & Son zu sehen. Nach Game of Thrones folgten Auftritte in Houdini & Doyle und When They See Us.

## Filmografie (Auswahl)
- 2000: Seeing Red (Fernsehfilm)
- 2001: Mersey Beat (Fernsehserie, Episode 1x01)
- 2001: My Kingdom
- 2003: The Virgin of Liverpool
- 2004: Conviction (Fernsehserie, 2 Episoden)
- 2004–2007: Grange Hill (Fernsehserie, 51 Episoden)
- 2007: Shameless (Fernsehserie, Episode 4x05)
- 2007: Dalziel and Pascoe (Fernsehserie, 2 Episoden)
- 2007: Doctors (Fernsehserie, 6 Episoden)
- 2007–2008: Emmerdale Farm (Fernsehserie, 4 Episoden)
- 2007–2009: Waterloo Road (Fernsehserie, 9 Episoden)
- 2009: Father & Son (Fernsehserie, 4 Episoden)
- 2010: Four Lions
- 2011: Silk – Roben aus Seide (Silk, Fernsehserie, 3 Episoden)
- 2011: Scott & Bailey (Fernsehserie, Episode 1x06)
- 2011: Seamonsters
- 2012: Hit & Miss (Fernsehserie, 6 Episoden)
- 2012: Switch (Fernsehserie, 5 Episoden)
- 2014–2015: Game of Thrones (Fernsehserie, 3 Episoden)
- 2016: Houdini & Doyle (Fernsehserie, Episode 1x06)
- 2016: Away
- 2019: When They See Us (Miniserie, Episode 1x04)
- 2020: Unsound